# Борн, Адольф
Адольф Борн (чеш. Adolf Born; 12 июня 1930, Ческе-Веленице, — 22 мая 2016, Прага) — чешский художник, иллюстратор и карикатурист, режиссёр анимационных фильмов. Известен также своими последовательными монархическими взглядами.

## Биография
Родился в городе Ческе-Веленице в 1930 году. В 1935 году переехал со своей семьёй в Прагу. С 1949 по 1955 обучался на педагогическом факультет в Карловом университете.
С 1960 участник и лауреат многих международных художественных выставок. Он провел более ста выставок, проиллюстрировал сотни книг и разработал множество театральных декораций и костюмов. Он был женат, имел одну дочь.

## Творчество

### Режиссёрские работы
- 1985 — Mach a Šebestová k tabuli!
- 1985 — O Matyldě s náhradní hlavou
- 1981 — Mindrák
- 1979 — Piráti
- 1979 — Přírodní zákony
- 1978 — Kropáček má angínu
- 1978 — Zoologická zahrada
- 1977 — Člověk neandrtálský
- 1977 — Školní výlet
- 1977 — Ze života dětí
- 1976 — Cirkulace
- 1976 — O utrženém sluchátku
- 1975 — Hugo a Bobo
- 1975 — Nesmysl
- 1973 — Ze života ptáku
- 1972 — Co kdyby…?

Самый известный мультсериал режиссёра А. Борна «Мах и Шебестова» (Mach a Šebestová, 1977—2005), снятый совместно с Милошем Мацоуреком и Ярославом Дубравой.
Автор целого ряда графических работ, выполненных в основном, сухой иглой, офортов и литографий, оригинальных экслибрисов.
А. Борн — известный чешский книжный иллюстратор, среди его работ: «Три мушкетёра» А. Дюма, «Найдёныш с погибшей «Цинтии»» Ж. Верна, «Книга джунглей» Киплинга, басни Лафонтена, сказки братьев Гримм, произведения чешских авторов Ярослава Гашека, Милоша Мацоурека, Войтеха Стеклача, Рудольфа Тесноглидека («Лиса-плутовка») и многих других.
Один из создателей мульпликационного изображения Хоббита, реализованного по мотивам книги Дж. Р. Р. Толкиена в 1966 году.
Борн — создатель костюмов и декораций к опере «Чёрт и Кача» Антонина Дворжака, поставленной в Национальном театре в Праге.
В 1998 в его честь назван астероид 17806 Adolfborn.
В 2003 году был награждён чешской медалью «За заслуги» 1 степени.